# Cầu Phra Nang Klao
Cầu Phra Nang Klao (tiếng Thái: สะพานพระนั่งเกล้า, RTGS: Saphan Phra Nangklao, phát âm [sā.pʰāːn pʰráʔ nâŋ.klâːw]) là một cầu gồm 4 làn xe bắc qua sông Chao Phraya ở huyện Mueang Nonthaburi, tỉnh Nonthaburi.
Ngoài việc bắc qua sông Chao Phraya, cầu này còn nối khu vực Sai Ma và Bang Kraso với phó quận Suan Yai dọc theo đường Rattanathibet (Quốc lộ 302). Hiện tại, có một cầu song hành gồm 6 làn xe đang bắc qua cây cầu này.
Cầu Phra Nang Klao được khởi công vào năm 1983 và hoàn thành năm 1985 (cùng với Cầu Pathum Thani) bởi Sở Giao thông Nông thôn (DRR), với tổng kinh phí 505,77 triệu baht.
Cây cầu được đặt theo tên Vua Nangklao (Rama III), vị vua thứ ba của Triều Chakri, có mẫu hậu (Nữ hoàng Sri Sulalai) từ Nonthaburi.
Lối vào phía Đông của dòng sông có Ga cầu Phra Nang Klao MRT (PP08) trên Tuyến MRT Tím.

## Địa điểm xung quanh
- Bệnh viện Phra Nang Klao